# Trifthorn
Das Trifthorn ist ein 3728 m ü. M. hoher Berg im Schweizer Kanton Wallis und liegt westlich von Zermatt. Der Gipfel liegt auf dem Grat, welcher das Zinalrothorn mit dem Ober Gabelhorn verbindet  und das Mattertal vom Val d’Anniviers trennt. Zwischen Trifthorn und Ober Gabelhorn liegt noch die Wellenkuppe.

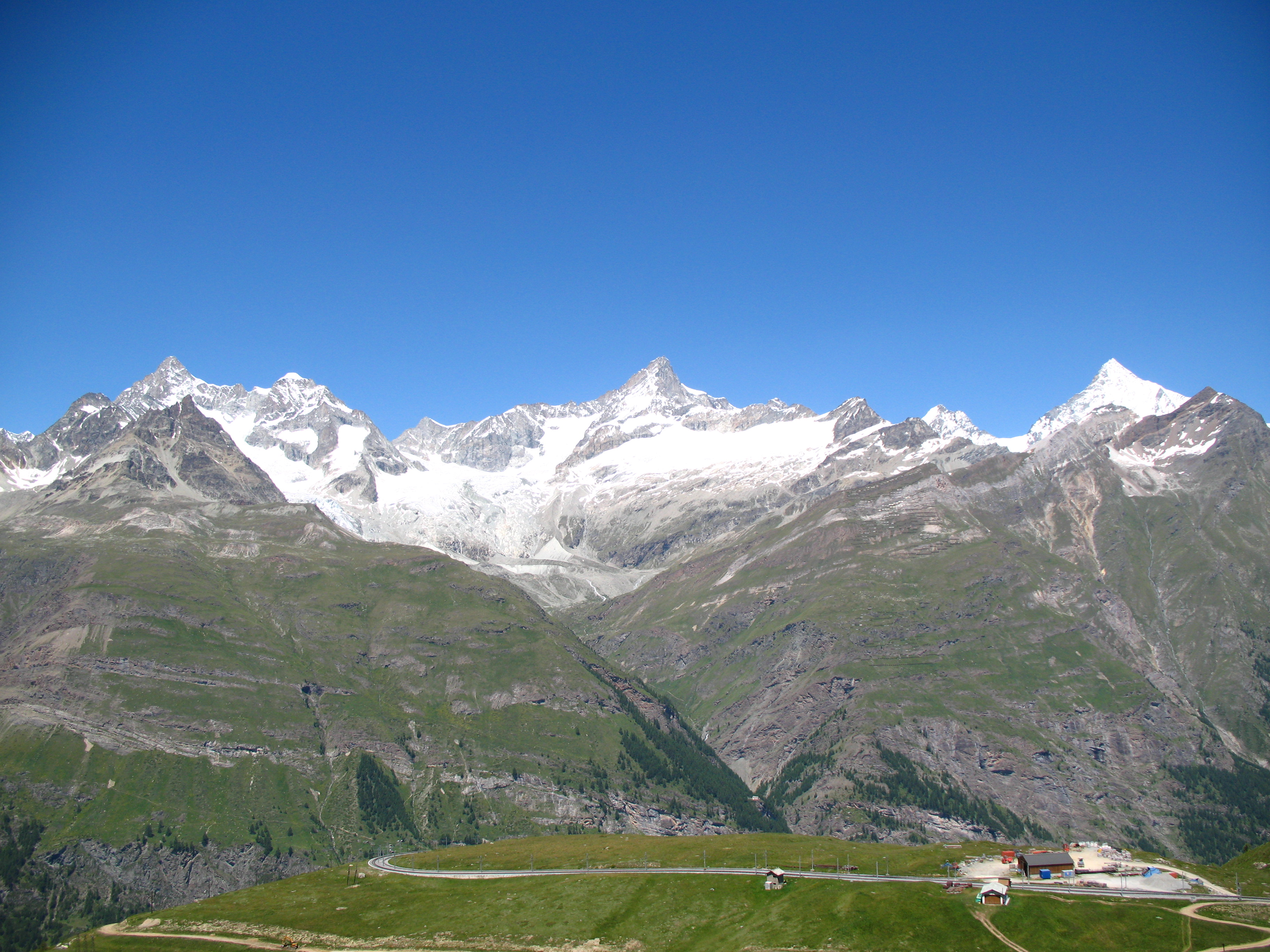
Ausblick von der Gornergratbahn, Station Riffelberg bei Zermatt. Im Hintergrund von links nach rechts das Ober Gabelhorn, Wellenkuppe, Trifthorn, Pointe du Mountet, Zinalrothorn (Bildmitte)